# 石野真弓
石野 真弓（いしの まゆみ、1998年5月21日 - ）は、日本の女優。奈良県出身。
ヨコザワ・プロダクションならびに劇団四重奏所属。

## 来歴
放送芸術学院専門学校卒業後、ヨコザワ・プロダクションに入所。

## 出演

### テレビ
- BS-TBS「新耳袋『暗黒』」

### 映画
- 「三茶のポルターガイスト」後藤剛監督 - 劇団員 役
- 「新・三茶のポルターガイスト」豊島圭介監督　オカルトセブン7★

### ラジオドラマ
- レインボータウンエフエム放送「ラジオドラマ甲子園」
- 『眉山の風よ!阿波の踊りに吹け!』 - 佐古田勝治 役（レギュラー）

### イベント
- 自由が丘スイーツフェスティバル「奇々怪々聞きたいかい？」オカルトセブン7★